# Kalia (Israel)
Kalia (en hebreo: קיבוץ קליה) es un asentamiento ilegal israelí y un kibutz situado en la gobernación de Belén, en La Cisjordania ocupada (Palestina). Se estableció en el año 1929 en la cuesta norte del Mar Muerto, a 360 metros bajo el nivel del mar. Está ubicado a unos pocos kilómetros del lugar donde en 1947 se descubrieron los Manuscritos del Mar Muerto. 
La comunidad internacional considera que los asentamientos israelíes en Cisjordania son ilegales según la Cuarta Convención de Ginebra, de la que Israel es miembro y cuyo artículo 49 especifica que «la Potencia ocupante no podrá efectuar la evacuación o el traslado de una parte de la propia población civil al territorio por ella ocupado». El gobierno israelí no está de acuerdo con esta posición.